# Menispermum
- Commons
- Wikispecies

Menispermo (Menispermum) é um gênero botânico da família Menispermaceae.

## Espécies
| - Menispermum abuta - Menispermum acuminatum - Menispermum acutum - Menispermum amarum - Menispermum angulatum - Menispermum bantamense - Menispermum brachystachyon - Menispermum calumba - Menispermum canadense | - Menispermum capense - Menispermum carinianum - Menispermum carolinianum - Menispermum carolinum - Menispermum chinensis - Menispermum chondrodendron - Menispermum cocculiferum - Menispermum mexicanum |

- Lista completa

## Classificação do gênero
| Sistema | Classificação                    | Referência               |
| ------- | -------------------------------- | ------------------------ |
| Linné   | Classe Hexandria, ordem Trigynia | Species plantarum (1753) |